# 生活の設計
『生活の設計』（原題：Design for Living）は、エルンスト・ルビッチ監督による1933年製作の映画。原作はノエル・カワードによる戯曲。
三角関係というややもすればドロドロになりがちな男女のつながりを台詞や小道具の妙で魅せるルビッチ中期のソフィスティケイテッド・コメディ。

## ストーリー
パリ留学中で、劇作家志望のトム・チェインバーズ（フレドリック・マーチ）と画家志望ジョージ・カーティス（ゲイリー・クーパー）は、パリ行きの列車のコンパートメントで乗り合わせた美人広告デザイナー、ギルダ・ファレル（ミリアム・ホプキンス）と知り合う。トムとジョージはパリのアパートで同居している。ギルダは広告会社重役のマックス・プランケットの下で働いているが、彼女と恋愛関係になろうとするプランケットの努力は実を結んでいない。トムとジョージはお互いがギルダを愛していることに気づき、彼女を忘れることに同意するが、彼女がアパートに訪ねてくると、2人ともその同意を守る意志がくじけそうになる。ギルダは2人のうちの何れかを選択することは出来ず、彼女は、セックスをしないことに合意した上で、友人、ミューズ（注：詩歌・音楽・舞踊・歴史の芸術・学問を司る九女神）、そして批評家として一緒に暮らすことを提案する。
ギルダはトムの戯曲を読んでくれるプロデューサーを手配し、トムは作品の演出を監修するためにロンドンへ向かう。トムの不在中、ギルダとジョージは恋仲となり、また、性的にも関係を持つようになり、トムは大いに悔しがる。数か月後、トムは劇場でプランケットにばったり会う。プランケットはジョージが肖像画家として大きな成功を収めていると言う。パリに戻ったトムは、ジョージがアパートを引き払い、ギルダと一緒に高級アパートに引っ越したことを知る。ジョージがニースで肖像画の仕事をしている間、ギルダとトムは関係を再燃させる。
ジョージが戻ってきて、彼の不在中に元トムとギルダが密会していたことを知り、2人に出て行けと言う。ギルダはマンハッタンでプランケットと結婚し、男たちの争いを終わらせようと決意するが、2人から鉢植えの花を贈られて動揺し、プランケットとの初夜を拒否してしまう。マックスが広告クライアントのためにパーティーを主催すると、トムとジョージはパーティをぶち壊しにして、ギルダの寝室に隠れる。プランケットは3人が笑いながらベッドにいるのを発見し、男たち2人に出て行けと命じる。乱闘が起こり、客全員が会場を出て行く。ギルダはプランケットと別れると言い、トム、ジョージと共にパリに戻り、以前の奇妙な3人暮らしに戻ることに決める。

## キャスト
- トーマス・B・チェンバース- フレドリック・マーチ
- ジョージ・カーティス - ゲイリー・クーパー
- ジルダ・ファレル - ミリアム・ホプキンス
- マックス・プランケット - エドワード・E・ホートン
- カーティス邸のお手伝い - ジェーン・ダーウェル